# 127 км (зупинний пункт, Південна залізниця)
127 кіломе́тр — залізничний пасажирський зупинний пункт Куп'янської дирекції Південної залізниці.
Розташований біля села Тамарганівка Куп'янський район, Харківської області на лінії Коробочкине — Куп'янськ-Вузловий між станціями Прокопівка (2 км) та Старовірівка (9 км).
Станом на травень 2019 року щодоби три пари приміських електропоїздів здійснюють перевезення за маршрутом Куп'янськ-Південний — Гракове/Харків-Пасажирський.